# Acacesia
Acacesia là một chi nhện trong họ Araneidae.